# Jamie Walters (album)
Jamie Walters è il primo album pubblicato dall'omonimo cantante e chitarrista statunitense.
Questo fortunato album di debutto è stato prodotto da Steve Tyrell e pubblicato il 23 agosto del 1994.

## Tracce
1. Hold On
2. The Comfort of Strangers
3. The Distance
4. Why
5. Drive Me
6. Neutral Ground
7. I Know the Game
8. Release Me
9. No Rhyme No Reason
10. Perfect World

## Formazione
- Jamie Walters - chitarra, voce